# Alain Oyarzun
Alain Oyarzun Aguilar (Irún, 27 de septiembre de 1993), conocido como Alain Oyarzun, es un futbolista español que juega de centrocampista en el Kanchanaburi Power F. C. de Tailandia.

## Trayectoria
Alain Oyarzun se crio en la localidad guipuzcoana de Irún. Fue captado por la Real Sociedad de Fútbol en categoría infantil, en 2005, con doce años. Provenía del equipo de Les Eglantins de Hendaia (Francia), localidad que es limítrofe con Irún.
Alain fue avanzando por todos los equipos de las categorías inferiores txuri-urdines dando un buen nivel. Por ello, tras acabar su etapa como juvenil, firmó su primer contrato profesional en junio de 2012 para incorporarse al Sanse. El 7 de septiembre de 2012 debutó con el primer equipo de la Real Sociedad en un amistoso disputado contra Osasuna en el Reyno de Navarra (1-1), aún antes de haber debutado oficialmente con el equipo filial. Este debut oficial con el filial se produjo unos días más tarde, el 15 de septiembre, y ante el Tudelano en Zubieta. (2-1), en la cuarta jornada de la Liga de Segunda B. En su primera temporada en el filial, su participación fue de menos a más y acabó jugando 15 partidos como titular a lo largo de la temporada. El "Sanse", dirigido por Meho Kodro, logró obtener la permanencia en la categoría de bronce. En su segunda temporada en el filial (2013-14) se convirtió en titular indiscutible del equipo filial. El 21 de enero de 2014 renovó su contrato por la Real Sociedad por cuatro temporadas más, hasta el 30 de junio de 2018. El 4 de diciembre de 2014 debutó con la Real Sociedad, en un partido de Copa del Rey, ante el Real Oviedo que acabó con empate a cero. Alain jugó también en el encuentro de vuelta y siguió como titular en el filial donostiarra, con el que anotó nueve goles que le colocaron como máximo goleador junto a Iker Hernández.
En agosto de 2015 fue ascendido definitivamente a la primera plantilla, pero fue cedido al CD Mirandés de la 2ª División en enero de 2016. Debutó, como titular, en el partido de vuelta de cuartos de final de la Copa del Rey contra el Sevilla FC disputado el 28 de enero. En la siguiente temporada continuó en el club burgalés gracias a su buen rendimiento, pero una lesión en el ligamento cruzado de la rodilla izquierda le apartó del equipo durante casi toda la campaña. En julio de 2017, tras desvincularse parcialmente de la Real Sociedad, firmó un contrato de dos temporadas con el Real Zaragoza. Sin embargo, un año más tarde llegó a un acuerdo para rescindir el año de contrato que le quedaba después de una temporada con pocos minutos. El entrenador, Natxo González, le utilizó como lateral izquierdo durante los primeros meses de competición hasta que empezó a dejar de contar con el joven extremo.
De cara a la temporada 2018-19 se enroló en las filas del Numancia. En el equipo soriano recuperó su mejor versión y se convirtió en uno de los mejores asistentes de la categoría con ocho asistencias. La temporada temporada 2019-20 acabó con el descenso de su club, el Numancia, a Segunda División B por lo quedó libre de contrato tal y como tenía firmado en caso de descenso de categoría tal como ocurrió tras una desastrosa segunda vuelta.
El 5 de octubre de 2020 se convirtió en nuevo jugador del Córdoba Club de Fútbol por una temporada. En febrero de 2021 regresó a su localidad natal para jugar en el Real Unión a partir de la siguiente campaña.

## Estadísticas

### Clubes
| Real Sociedad "B" · España | 2.ª B         | 2012-13       | 18  | 4  | —  | — | — | — | 18  | 4  | 0,22 |
| Real Sociedad "B" · España | 2.ª B         | 2013-14       | 27  | 3  | —  | — | — | — | 27  | 3  | 0,11 |
| Real Sociedad "B" · España | 2.ª B         | 2014-15       | 29  | 9  | —  | — | — | — | 29  | 9  | 0,31 |
| Real Sociedad "B" · España | 2.ª B         | 2015-16       | 1   | 0  | —  | — | — | — | 1   | 0  | 0    |
| Real Sociedad "B" · España | Total club    | Total club    | 75  | 16 | 0  | 0 | 0 | 0 | 75  | 16 | 0,21 |
| Real Sociedad · España | 1.ª           | 2014-15       | 0   | 0  | 2  | 0 | — | — | 2   | 0  | 0    |
| Real Sociedad · España | 1.ª           | 2015-16       | 0   | 0  | 1  | 0 | — | — | 1   | 0  | 0    |
| Real Sociedad · España | Total club    | Total club    | 0   | 0  | 3  | 0 | 0 | 0 | 3   | 0  | 0    |
| C. D. Mirandés · España | 2.ª           | 2015-16       | 18  | 1  | 1  | 0 | — | — | 19  | 1  | 0,05 |
| C. D. Mirandés · España | 2.ª           | 2016-17       | 2   | 0  | 0  | 0 | — | — | 2   | 0  | 0    |
| C. D. Mirandés · España | Total club    | Total club    | 20  | 1  | 1  | 0 | 0 | 0 | 21  | 1  | 0,05 |
| Real Zaragoza · España | 2.ª           | 2017-18       | 17  | 0  | 3  | 0 | — | — | 20  | 0  | 0    |
| Real Zaragoza · España | Total club    | Total club    | 17  | 0  | 3  | 0 | 0 | 0 | 20  | 0  | 0    |
| C. D. Numancia · España | 2.ª           | 2018-19       | 24  | 3  | 1  | 0 | — | — | 25  | 3  | 0,12 |
| C. D. Numancia · España | 2.ª           | 2019-20       | 6   | 0  | 0  | 0 | — | — | 6   | 0  | 0    |
| C. D. Numancia · España | Total club    | Total club    | 30  | 3  | 1  | 0 | 0 | 0 | 31  | 3  | 0,1  |
| Córdoba C. F. · España | 2.ª B         | 2020-21       | 9   | 0  | 3  | 0 | — | — | 12  | 0  | 0    |
| Córdoba C. F. · España | Total club    | Total club    | 9   | 0  | 3  | 0 | 0 | 0 | 12  | 0  | 0    |
| Real Unión · España | 1.ª F         | 2021-22       | 34  | 4  | 1  | 0 | ― | ― | 35  | 4  | 0,11 |
| Real Unión · España | 1.ª F         | 2022-23       | 31  | 2  | 4  | 0 | ― | ― | 35  | 2  | 0,06 |
| Real Unión · España | 1.ª F         | 2023-24       | 31  | 2  | 1  | 0 | ― | ― | 32  | 2  | 0,06 |
| Real Unión · España | Total club    | Total club    | 96  | 8  | 6  | 0 | 0 | 0 | 102 | 8  | 0,08 |
| Total carrera | Total carrera | Total carrera | 247 | 28 | 17 | 0 | 0 | 0 | 264 | 28 | 0,11 |
| (1) Incluye datos de la Copa del Rey y Copa Federación. (3) Porcentaje de goles marcados. No incluye goles en partidos amistosos. |               |               |     |    |    |   |   |   |     |    |      |